# 阿克比勒
36°31′23″N 4°18′25″E / 36.52306°N 4.30694°E

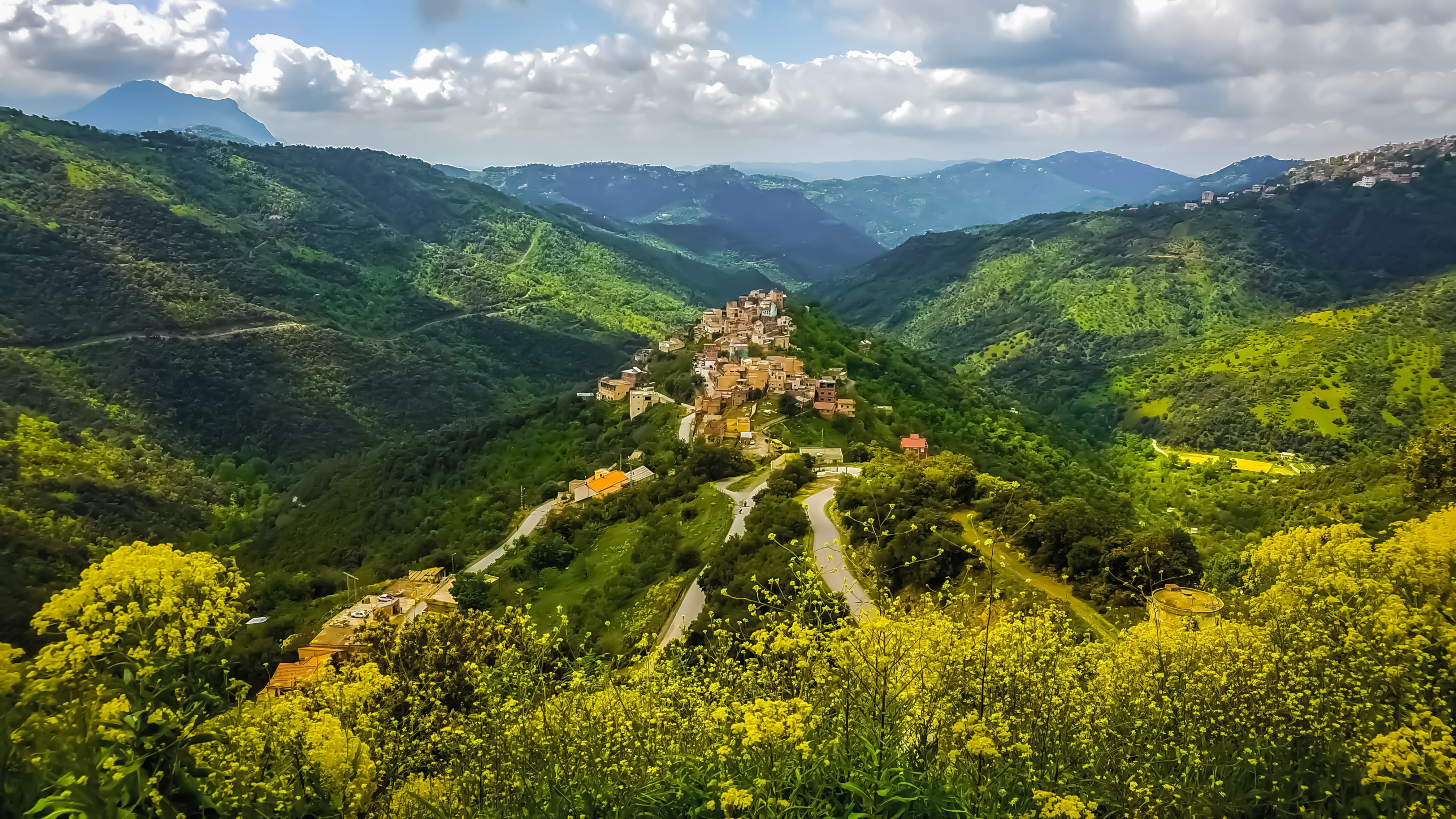
阿克比勒

阿克比勒（阿拉伯语：‎），是阿爾及利亞的城鎮，位於該國北部提濟烏祖省，由艾因哈馬姆區負責管轄，面積37平方公里，2008年人口8,898，人口密度每平方公里240人。